# Rudolf Schuster

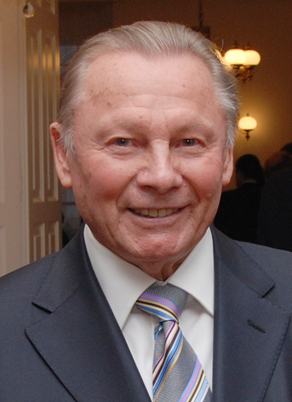
Rudolf Schuster

Rudolf Schuster (* 4. Januar 1934 in Košice, Tschechoslowakei) ist ein slowakischer Politiker karpatendeutscher Herkunft. Er war Oberbürgermeister (slowakisch Primátor) der Stadt Košice (1983–1986 und 1994–1999) und von 1999 bis 2004 der zweite Präsident der Slowakei.

## Familie
Schuster war Sohn des karpatendeutschen Waldarbeiters Alois Schuster und stammt mütterlicherseits auch von ungarischen Vorfahren ab. Er hatte einen Bruder, der Tischler wurde. Schuster heiratete 1961 Irena Schusterová, geborene Trojáková (1937–2008). Er hat zwei Kinder, Peter und Ingrid.

## Berufsleben
Rudolf Schuster erwarb das fachgebundene Abitur an der Maschinenbau-Technikerschule in Košice und nahm danach ein Studium an der Technischen Hochschule Bratislava auf, an der er 1959 das Diplom als Bauingenieur erhielt. 1960–1962 war er am Bereich Hydrologie und Hydraulik der Slowakischen Akademie der Wissenschaften tätig. Von 1963 bis 1974 war er Referent, später Technischer Assistent des Direktors der Ostslowakischen Stahlwerke in Košice (VSŽ). 1984 promovierte er zum CSc im Bereich Umweltschutz.

## Politische Karriere
1964 wurde er Mitglied der Kommunistischen Partei der Tschechoslowakei. Schuster war 1975–1983 stellvertretender Bürgermeister und 1983–1986 Oberbürgermeister seiner Geburtsstadt Košice.
1986–1989 war er Vorsitzender des Nationalausschusses des Ostslowakischen Bezirks. Im Zuge der als Samtene Revolution bezeichneten politischen Wende im November 1989 schloss er sich der Opposition an und war in der Übergangszeit für einige Monate Vorsitzender des Slowakischen Nationalrats (Parlamentspräsident).
Von 1990 bis 1992 war er Botschafter der Tschechoslowakei in Kanada. Nach der Teilung des Landes am 1. Januar 1993 arbeitete Schuster zunächst im Außenministerium der Slowakei. Ab 1994 war er erneut Oberbürgermeister von Košice.
1998 war er Gründer und Vorsitzender der gemäßigt-linken Partei der bürgerlichen Verständigung (SOP – Strana občianskeho porozumenia) und wurde als Kandidat der vereinigten Opposition am 29. Mai 1999 zum Präsidenten gewählt. Er trat sein Amt am 15. Juni 1999 als Nachfolger von Michal Kováč an. Bei der Wahl vom 3. April 2004 kandidierte er erneut, erhielt aber im ersten Wahlgang nur 7,4 Prozent der Stimmen. Neuer Präsident der Slowakei wurde am 15. Juni 2004 Ivan Gašparovič.

## Ehrungen
1999 verlieh ihm die Bergische Universität Wuppertal (Deutschland) die Ehrendoktorwürde im Fachbereich Bauingenieurwesen. 2003 erhielt er die Ehrendoktorwürde der Universität Ottawa (Kanada).
2011 wurde Schuster mit dem Europäischen Karlspreis der Sudetendeutschen ausgezeichnet.

## Hobbys
Als Kind wuchs er auf dem Hof in Medzev (Metzenseifen) nahe Košice auf und begeisterte sich früh für Photographie und Kinematographie. Sein Vater und dessen Cousins waren auch Amateurfilmer und unternahmen 1927/28 eine Expedition durch den brasilianischen Urwald. Die Bilder von der Brasilienreise bilden den Ursprung für das Kinematographische Museum in Medzev zusammen mit seiner Sammlung von Foto- und Filmtechnik des 19. und 20. Jahrhunderts, das er dem Staat schenkte. In den Hofgebäuden befindet sich eine ethnografische Sammlung von Zeugnissen der mittelalterlichen deutschen Siedler. Er wirkt auch als Schriftsteller und Reisebuchautor. 1991 und 2001 war er selbst in Brasilien und drehte darüber fürs Fernsehen Dokumentarfilme.